# Oiseau la Vierge
Terpsiphone bourbonnensis, Tchitrec des Mascareignes
Espèce
Statut de conservation UICN

 LC  : Préoccupation mineure
Le Tchitrec des Mascareignes, Terpsiphone de Bourbon, gobe-mouche de paradis de la Réunion, ou localement  Oiseau la Vierge (Terpsiphone bourbonnensis), est une espèce de passereau forestier de la famille des Monarchidés.
Il se caractérise par des plumes érectibles sur la tête, une longue queue ; les mâles ont des teintes contrastées roux, gris, noir bleuté. La femelle et le jeune ont la tête de couleur gris-foncé. Les parties ventrales sont grises.

## Comportement
Cet oiseau vit presque exclusivement en couple. Il attaque les intrus qui pénètrent sur son territoire, mais n'est pas effrayé par l'homme. Son chant mélodieux s'entend pendant la période de nidification. Son cri d’alarme est un chuintement plus ou moins accentué et long qui lui vaut le nom créole de « Chakouat ».

## Répartition

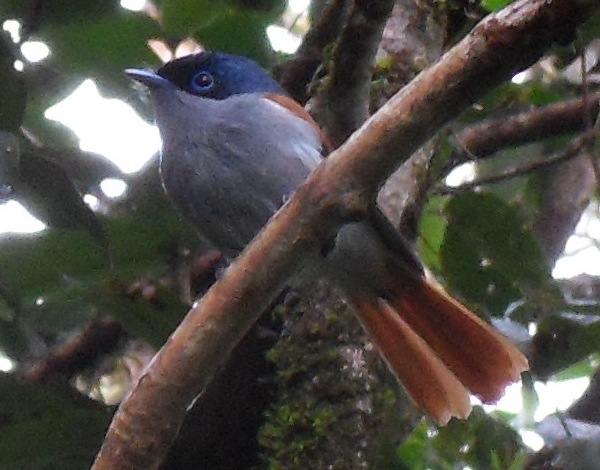
Oiseau la Vierge mâle.

L'oiseau la Vierge est endémique sur l'île de La Réunion et de l'île Maurice (var. desolata), dans le sud-ouest de l'océan Indien. Il est protégé par un arrêté ministériel du 17 février 1989. Ses chasse, capture ou vente sont totalement interdites et considérées comme un délit.

## Habitat
Il peuple principalement les forêts primaires denses et les fonds des ravines. On l’observe aussi bien dans les Hauts que dans les ravines boisées des côtes est et sud, ainsi que dans les reliques des forêts de basse altitude.

## Régime alimentaire
Insectivore, il fait partie de la catégorie des gobemouches ; il capture les insectes en vol et se nourrit également d'araignées.

## Reproduction
La nidification se déroule de septembre à décembre. La femelle pond 2 à 3 œufs par an. Une ponte de remplacement est possible en cas d’échec de la première. Les poussins demeurent au nid pendant un peu plus de deux semaines puis suivent leurs parents pendant plusieurs mois avant une autonomie complète.